# René Saffirio
René Fernando Saffirio Espinoza  (Temuco, 9 de octubre de 1955) es un abogado y político chileno. Desde 2018 hasta 2022 ejerció como diputado de la República, en representación del distrito n.° 23 de la Región de La Araucanía, por el periodo legislativo 2018-2022. Hasta mayo de 2016 militó en el Partido Demócrata Cristiano (PDC).
Desempeñó el mismo cargo de diputado por el distrito N.º 50 (comunas de Padre las Casas y Temuco), durante dos periodos, desde 2010 hasta 2018. Además, ejerció como alcalde de la comuna de Temuco, durante tres periodos consecutivos, entre los años 1992 y 2004.

## Vida laboral
En el ámbito profesional, se desempeñó como abogado de la Vicaría de la Solidaridad entre los años 1978 y 1989. Fue además, vicepresidente del Colegio de Abogados.

## Carrera política

### Inicios
Ingresó a la política a los quince años, como dirigente estudiantil en Temuco. Fue presidente de la Federación de Estudiantes Medios de la Provincia de Cautín.
En mayo de 1969, se integró al Partido Demócrata Cristiano (PDC) y fue elegido presidente de su Juventud. Posteriormente, fue elegido presidente regional y provincial del PDC y delegado a la Junta Nacional. Asimismo, presidió la coalición política Alianza Democrática durante la dictadura militar de  Augusto Pinochet.
Entre marzo de 1990 y septiembre de 1992, ejerció como secretario regional ministerial de Justicia de la Región de la Araucanía, designado por el presidente Patricio Aylwin. Renunció al cargo para postular a un cupo en las elecciones municipales de 1992, siendo elegido alcalde de la Municipalidad de Temuco, y resultando reelecto en las elecciones municipales de 1996 y de 2000.

### Diputado

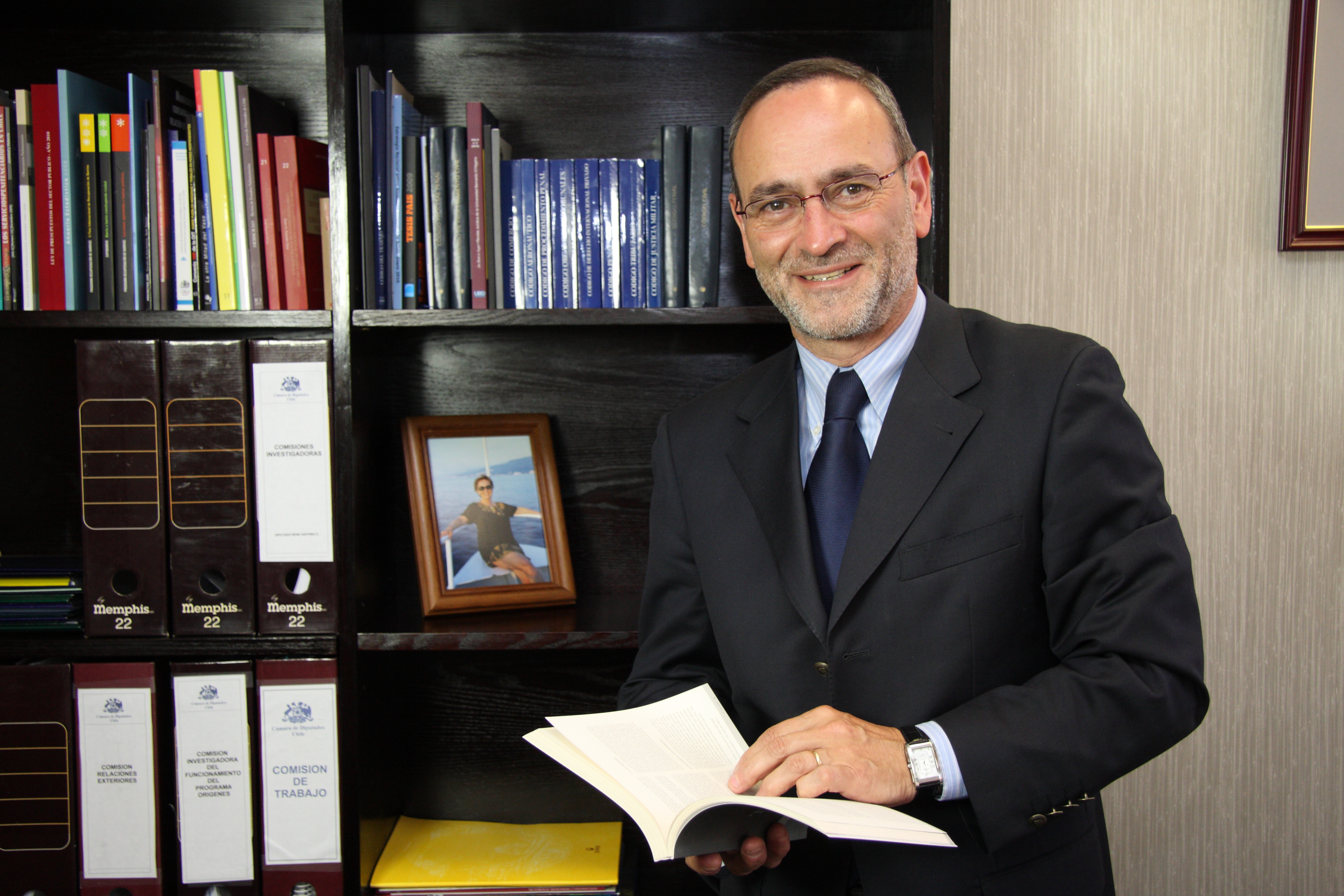
Saffirio en su oficina personal en el Congreso Nacional de Chile, 2009.

En las elecciones parlamentarias de 2009 fue elegido diputado por el distrito N.º 50 (que abarca las comunas de Temuco y Padre Las Casas) para el periodo legislativo 2010-2014. Fue integrante de las comisiones permanentes de Relaciones Exteriores; y de Trabajo, junto con la comisión especial de Patrimonio Histórico y Cultural. También formó parte del comité parlamentario del PDC.
En las elecciones parlamentarias de 2013 fue reelegido por el mismo distrito para el periodo 2014-2018. En este periodo fue integrante de las comisiones permanentes de Trabajo y Seguridad Social; de Constitución, Legislación y Justicia; de Control del sistema de inteligencia del Estado (la cual presidió desde 2014); y la Comisión Investigadora del Servicio Nacional de Menores (Sename). Tras la negativa de la bancada del PDC para investigar las posibles vulneraciones a menores del Sename durante la gestión de su exdirectora, Marcela Labraña (también militante demócratacristiana), renunció a su partido el 25 de mayo de 2016.
En las elecciones parlamentarias de noviembre de 2017, fue reelecto como diputado, esta vez como candidato independiente, por el nuevo distrito n° 23, Región de La Araucanía, por el período legislativo 2018-2022. Integra las comisiones permanentes de Constitución, Legislación, Justicia y Reglamento; y de Familia y Adulto Mayor. También forma parte del Comité parlamentario Radical-Independientes.
El 4 de marzo de 2024 anunció su candidatura como independiente para Gobernador regional de La Araucanía,elección en la que resultaría electo durante la segunda vuelta, tras imponerse al gobernador incumbente Luciano Rivas (Ind-EVOP).

## Historial electoral

### Elecciones municipales de 1992
- Elecciones municipales de 1992, Temuco[6]

### Elecciones municipales de 1996
- Elecciones municipales de 1996, Temuco[6]

### Elecciones municipales de 2000
- Elecciones municipales de 2000, Temuco[7]

### Elecciones parlamentarias de 2009
- Elecciones parlamentarias de 2009 a Diputados por el distrito 50 (Temuco y Padre Las Casas)[8]

### Elecciones parlamentarias de 2013
- Elecciones parlamentarias de 2013 a Diputados por el distrito 50 (Temuco y Padre Las Casas)[9]

### Elecciones parlamentarias de 2017
- Elecciones parlamentarias de 2017 a Diputados por el distrito 23 (Carahue, Cholchol, Cunco, Curarrehue, Freire, Gorbea, Loncoche, Nueva Imperial, Padre Las Casas, Pitrufquén, Pucón, Saavedra, Temuco, Teodoro Schmidt, Toltén y Villarrica)[10]

### Elecciones regionales de La Araucanía de 2024
- Elecciones de gobernadores regionales de 2024, a Gobernador por la Región de La Araucanía[11]